# Roma fascista
Roma fascista fu un settimanale fondato nel luglio 1924 da due giornalisti ex nazionalisti, Umberto Guglielmotti e Italo Foschi, nel pieno della prima fase d'instaurazione del partito fascista, che si identificava sempre più come unica forza governante in seguito all'uccisione del deputato Giacomo Matteotti avvenuta nel mese precedente.
Inizialmente organo del Fascio di Roma, a partire dal 1935 la rivista fu gestita dai Gruppi Universitari Fascisti, con direzione in palazzo Braschi; ebbe come collaboratori Eugenio Scalfari, Vittorio Zincone, Mario Alicata e Giuliano Vassalli.

## Storia
Fondata il 19 luglio 1924 da due ex giornalisti de L'Idea Nazionale (che di lì a poco avrebbe chiuso), Umberto Guglielmotti e Italo Foschi, con l'idea di sostenere il governo in difficoltà in quel periodo di crisi dovuta al delitto Matteotti. La redazione e tipografia erano in via dell'Orso, a Roma. Bandiera dello squadrismo e degli ex nazionalisti, prese inizialmente a bersaglio gli "apologeti" di Matteotti, i "normalizzatori", la massoneria e in generale tutti gli oppositori del fascismo e del governo in carica. Passato il periodo di crisi, si concentrò più sui problemi interni del Partito e dello stato.
Due anni più tardi, con la nomina di Foschi alla segreteria del Fascio romano, Guglielmotti la reinterpretò come rivista culturale sulla scia di Critica fascista di Giuseppe Bottai. Diventò subito l'organo del Fascio di Roma dopo la fusione, poco tempo prima, tra l'Associaziona nazionalista e il Partito fascista, ed espressione della destra conservatrice romana. Tra le firme: Enrico Santamaria, Manlio Pompei, Giulio Santangelo, Nino Gugliellari, Gioacchino Farina d'Anfiano. Il cambio di rotta (nello stile e nei temi trattati) si concluse nel 1927: satira meno volgare, spazio alla critica letteraria, pubblicazione anche di novelle, redige persino un necrologio su Piero Gobetti. Scrivono Massimo Bontempelli, il poeta Luciano Fòlgora, il critico teatrale Silvio D'Amico e arrivò ad autodefinirsi il settimanale politico "più letto, meglio fatto e più interessante d'Italia". Gli abbonamenti erano 8.000 a Roma, i lettori 30.000.  Ma quando Guglielmotti era passato alla guida dell'Urbe, il giornale aveva cominciato a declinare.
Nel 1935 la rivista era finita sotto il controllo del Gruppo Universitario Fascista di Roma. La redazione era stata trasferita già da un paio d'anni al primo piano di Palazzo Braschi (solo più tardi avrà tre stanze all'ultimo piano), la tipografia era la stessa del Lavoro fascista, la direzione era passata attraverso varie mani: Carlo Barbieri, Vero Roberti, G.A. Longo, Vittorio Zincone.